# Liste der Baudenkmale in Potsdam/D
Dieser Teil der Liste beinhaltet die Denkmale in Potsdam, die sich in Straßen befinden, die mit D beginnen. Der Stand der Liste ist der 31. Dezember 2020.

## Legende
In den Spalten befinden sich folgende Informationen:
- ID-Nr.: Die Nummer wird vom Brandenburgischen Landesamt für Denkmalpflege vergeben. Ein Link hinter der Nummer führt zum Eintrag über das Denkmal in der Denkmaldatenbank. In dieser Spalte kann sich zusätzlich das Wort Wikidata befinden, der entsprechende Link führt zu Angaben zu diesem Denkmal bei Wikidata.
- Lage: die Adresse des Denkmales und die geographischen Koordinaten. Link zu einem Kartenansichtstool, um Koordinaten zu setzen. In der Kartenansicht sind Denkmale ohne Koordinaten mit einem roten beziehungsweise orangen Marker dargestellt und können in der Karte gesetzt werden. Denkmale ohne Bild sind mit einem blauen bzw. roten Marker gekennzeichnet, Denkmale mit Bild mit einem grünen beziehungsweise orangen Marker.
- Bezeichnung: Bezeichnung in den offiziellen Listen des Brandenburgischen Landesamtes für Denkmalpflege. Ein Link hinter der Bezeichnung führt zum Wikipedia-Artikel über das Denkmal.
- Beschreibung: die Beschreibung des Denkmales
- Bild: ein Bild des Denkmales und gegebenenfalls einen Link zu weiteren Fotos des Baudenkmals im Medienarchiv Wikimedia Commons

## Baudenkmale
| ID-Nr.     | Lage                                           | Bezeichnung                                                                        | Beschreibung | Bild |
| ---------- | ---------------------------------------------- | ---------------------------------------------------------------------------------- | --- | --- |
| 09156127   | Babelsberg Nord Domstraße 1, 3 (Lage)          | Landhaus Volpi mit Remise                                                          | 1903, Architekt Emanuel Heimann | Landhaus Volpi mit Remise |
| 09156568   | Babelsberg Nord Domstraße 2, 2a, 8 (Lage)      | Landhaus Mommsen mit Gärtnerwohnhaus, Stall- und Remisengebäude und Einfriedung    | | Landhaus Mommsen mit Gärtnerwohnhaus, Stall- und Remisengebäude und Einfriedung |
| 09156713   | Babelsberg Nord Domstraße 10/12 (Lage)         | Landhausartige Villa                                                               | Baujahr 1898, Entwurf Emanuel Heimann, Ausführung Maurermeister Emil Lilie, Bauherr Sozietät Neubabelsberg | Landhausartige Villa |
| 09156702   | Babelsberg Nord Domstraße 14 (Lage)            | Landhaus mit straßenseitiger Einfriedung                                           | | Landhaus mit straßenseitiger Einfriedung |
| 09156700   | Babelsberg Nord Domstraße 28 (Lage)            | Landhaus Jacoby/Rökk                                                               | | Landhaus Jacoby/Rökk |
| 09156569,T | Babelsberg Nord Donarstraße 17 (Lage)          | Villa mit Remisengebäude                                                           | | Villa mit Remisengebäude |
| 09156844   | Nördliche Innenstadt Dortustraße (Lage)        | Straßenzug in der Altstadt, südliche Dortustraße                                   | | [[Vorlage:Bilderwunsch/code!/C:52.394845,13.052207!/D:Nördliche Innenstadt Dortustraße, Straßenzug in der Altstadt, südliche Dortustraße!/\|BW]]                                   |
| 09156848   | Nördliche Innenstadt Dortustraße (Lage)        | Straßenraum im Kiez-Viertel, ursprünglich slawische Siedlung, südliche Dortustraße | | [[Vorlage:Bilderwunsch/code!/C:52.393801,13.051161!/D:Nördliche Innenstadt Dortustraße, Straßenraum im Kiez-Viertel, ursprünglich slawische Siedlung, südliche Dortustraße!/\|BW]] |
| 09156831   | Nördliche Innenstadt Dortustraße (Lage)        | Straßenzug in der II. Barocken Stadterweiterung                                    | | [[Vorlage:Bilderwunsch/code!/C:52.400534,13.053558!/D:Nördliche Innenstadt Dortustraße, Straßenzug in der II. Barocken Stadterweiterung!/\|BW]]                                    |
| 09155325   | Nördliche Innenstadt Dortustraße 1 (Lage)      | Bürgerliches Wohnhaus, aufgestockt                                                 | | Bürgerliches Wohnhaus, aufgestockt |
| 09155326   | Nördliche Innenstadt Dortustraße 2 (Lage)      | Barockes Typenhaus, aufgestockt                                                    | | Barockes Typenhaus, aufgestockt |
| 09155327   | Nördliche Innenstadt Dortustraße 3 (Lage)      | Barockes Typenhaus, aufgestockt                                                    | | Barockes Typenhaus, aufgestockt |
| 09155328   | Nördliche Innenstadt Dortustraße 4 (Lage)      | Barockes Typenhaus, aufgestockt                                                    | | Barockes Typenhaus, aufgestockt |
| 09155329   | Nördliche Innenstadt Dortustraße 5 (Lage)      | Barockes Typenhaus                                                                 | | Barockes Typenhaus |
| 09155330   | Nördliche Innenstadt Dortustraße 7 (Lage)      | Barockes Typenhaus                                                                 | | Barockes Typenhaus |
| 09155332   | Nördliche Innenstadt Dortustraße 9 (Lage)      | Barockes Typenhaus, aufgestockt                                                    | | Barockes Typenhaus, aufgestockt |
| 09155333   | Nördliche Innenstadt Dortustraße 11 (Lage)     | Bürgerliches Wohnhaus                                                              | | Bürgerliches Wohnhaus |
| 09155334   | Nördliche Innenstadt Dortustraße 12 (Lage)     | Barockes Typenhaus                                                                 | | Barockes Typenhaus |
| 09155335   | Nördliche Innenstadt Dortustraße 13 (Lage)     | Barockes Typenhaus                                                                 | | Barockes Typenhaus |
| 09155336   | Nördliche Innenstadt Dortustraße 14 (Lage)     | Barockes Typenhaus                                                                 | | Barockes Typenhaus |
| 09155337   | Nördliche Innenstadt Dortustraße 15 (Lage)     | Barockes Typenhaus, aufgestockt                                                    | | Barockes Typenhaus, aufgestockt |
| 09155338   | Nördliche Innenstadt Dortustraße 16 (Lage)     | Barockes Typenhaus                                                                 | | Barockes Typenhaus |
| 09155339   | Nördliche Innenstadt Dortustraße 17 (Lage)     | Barockes Typenhaus                                                                 | | Barockes Typenhaus |
| 09155340   | Nördliche Innenstadt Dortustraße 18 (Lage)     | Bürgerliches Wohnhaus, aufgestockt                                                 | Baujahr: 1779 Baumeister: Georg Christian Unger | Bürgerliches Wohnhaus, aufgestockt |
| 09155037   | Nördliche Innenstadt Dortustraße 25 (Lage)     | Bürgerliches Wohnhaus                                                              | Baujahr: 1777 Baumeister: Georg Christian Unger | Bürgerliches Wohnhaus |
| 09155038   | Nördliche Innenstadt Dortustraße 26 (Lage)     | Bürgerliches Wohnhaus                                                              | Baujahr: 1777 Baumeister: Georg Christian Unger | Bürgerliches Wohnhaus |
| 09155039   | Nördliche Innenstadt Dortustraße 27 (Lage)     | Bürgerliches Wohnhaus                                                              | Baujahr: 1777 Baumeister: Georg Christian Unger | Bürgerliches Wohnhaus |
| 09155040   | Nördliche Innenstadt Dortustraße 28, 29 (Lage) | Bürgerliches Wohnhaus einschließlich der Gedenktafel für Max Dortu                 | Baujahr: 1771 Baumeister: Georg Christian Unger Ehemaliges Elternhaus (Nr. 29) von Johann Maximilian Dortu. Beide Häuser wurden 1867 zur Nutzung als Schule umgebaut. Heute Grundschule „Max Dortu“ mit Stuckarbeiten von Constantin Philipp Georg Sartori im Rokokosaal, dem sogenannten „Rosenzimmer“. | Bürgerliches Wohnhaus einschließlich der Gedenktafel für Max Dortu |
| 09156570   | Nördliche Innenstadt Dortustraße 30–34 (Lage)  | Verwaltungsgebäude, Rechnungshof des Deutschen Reiches (heute Landesrechnungshof)  | | Verwaltungsgebäude, Rechnungshof des Deutschen Reiches (heute Landesrechnungshof)                                                                                                  |
| 09155041   | Nördliche Innenstadt Dortustraße 35 (Lage)     | Bürgerliches Wohnhaus                                                              | Baujahr: 1773 Baumeister: Georg Christian Unger | Bürgerliches Wohnhaus |
| 09155043   | Nördliche Innenstadt Dortustraße 37 (Lage)     | Bürgerliches Wohnhaus                                                              | Baujahr: 1770 Baumeister: Carl von Gontard | [[Vorlage:Bilderwunsch/code!/C:52.395069,13.051916!/D:Nördliche Innenstadt Dortustraße 37, Bürgerliches Wohnhaus!/\|BW]]                                                           |
| 09155044   | Nördliche Innenstadt Dortustraße 38 (Lage)     | Bürgerliches Wohnhaus, aufgestockt                                                 | Baujahr: 1776 Baumeister: Georg Christian Unger | Bürgerliches Wohnhaus, aufgestockt |
| 09155045   | Nördliche Innenstadt Dortustraße 39 (Lage)     | Bürgerliches Wohnhaus, aufgestockt                                                 | Baujahr: 1776 Baumeister: Georg Christian Unger | Bürgerliches Wohnhaus, aufgestockt |
| 09155046   | Nördliche Innenstadt Dortustraße 40 (Lage)     | Bürgerliches Wohnhaus                                                              | Baujahr: 1781 Baumeister: Georg Christian Unger | Bürgerliches Wohnhaus |
| 09155047   | Nördliche Innenstadt Dortustraße 41 (Lage)     | Bürgerliches Wohnhaus                                                              | Baujahr: 1781 Baumeister: Georg Christian Unger | Bürgerliches Wohnhaus |
| 09155048   | Nördliche Innenstadt Dortustraße 42 (Lage)     | Bürgerliches Wohnhaus                                                              | Baujahr: 1781 Baumeister: Georg Christian Unger | Bürgerliches Wohnhaus |
| 09155049   | Nördliche Innenstadt Dortustraße 43 (Lage)     | Bürgerliches Wohnhaus, aufgestockt                                                 | | Bürgerliches Wohnhaus, aufgestockt |
| 09155050   | Nördliche Innenstadt Dortustraße 44 (Lage)     | Bürgerliches Wohnhaus, aufgestockt                                                 | | [[Vorlage:Bilderwunsch/code!/C:52.394202,13.051237!/D:Nördliche Innenstadt Dortustraße 44, Bürgerliches Wohnhaus, aufgestockt!/\|BW]]                                              |
| 09155223   | Nördliche Innenstadt Dortustraße 46 (Lage)     | Wandbild                                                                           | Mosaikzyklus „Der Mensch bezwingt den Kosmos“ von Fritz Eisel am Gebäude des Rechenzentrums Potsdam | weitere Bilder |
| 09155820   | Nördliche Innenstadt Dortustraße 48 (Lage)     | Bürgerliches Wohnhaus einschließlich des Werkstattgebäudes                         | Baujahr: 1780 Baumeister: Georg Christian Unger | Bürgerliches Wohnhaus einschließlich des Werkstattgebäudes |
| 09155051   | Nördliche Innenstadt Dortustraße 49 (Lage)     | Bürgerliches Wohnhaus                                                              | Baujahr: 1780 Baumeister: Georg Christian Unger | Bürgerliches Wohnhaus |
| 09155052   | Nördliche Innenstadt Dortustraße 50 (Lage)     | Bürgerliches Wohnhaus                                                              | Baujahr: 1780 Baumeister: Georg Christian Unger | Bürgerliches Wohnhaus |
| 09155053   | Nördliche Innenstadt Dortustraße 51 (Lage)     | Bürgerliches Wohnhaus                                                              | Baujahr: 1780 Baumeister: Georg Christian Unger | Bürgerliches Wohnhaus |
| 09155341   | Nördliche Innenstadt Dortustraße 52 (Lage)     | Barockes Typenhaus, aufgestockt                                                    | | Barockes Typenhaus, aufgestockt |
| 09155342   | Nördliche Innenstadt Dortustraße 53 (Lage)     | Barockes Typenhaus, aufgestockt                                                    | | Barockes Typenhaus, aufgestockt |
| 09155343   | Nördliche Innenstadt Dortustraße 54 (Lage)     | Barockes Typenhaus, aufgestockt                                                    | | Barockes Typenhaus, aufgestockt |
| 09155344   | Nördliche Innenstadt Dortustraße 55 (Lage)     | Barockes Typenhaus, aufgestockt                                                    | | Barockes Typenhaus, aufgestockt |
| 09155345   | Nördliche Innenstadt Dortustraße 56 (Lage)     | Barockes Typenhaus, aufgestockt                                                    | | Barockes Typenhaus, aufgestockt |
| 09155346   | Nördliche Innenstadt Dortustraße 57 (Lage)     | Barockes Typenhaus                                                                 | | Barockes Typenhaus |
| 09155347   | Nördliche Innenstadt Dortustraße 58 (Lage)     | Barockes Typenhaus, aufgestockt                                                    | | Barockes Typenhaus, aufgestockt |
| 09155348   | Nördliche Innenstadt Dortustraße 59 (Lage)     | Barockes Typenhaus                                                                 | | Barockes Typenhaus |
| 09155349   | Nördliche Innenstadt Dortustraße 60 (Lage)     | Barockes Typenhaus                                                                 | | Barockes Typenhaus |
| 09155350   | Nördliche Innenstadt Dortustraße 61 (Lage)     | Barockes Typenhaus                                                                 | | Barockes Typenhaus |
| 09155351   | Nördliche Innenstadt Dortustraße 62 (Lage)     | Barockes Typenhaus                                                                 | | Barockes Typenhaus |
| 09155352   | Nördliche Innenstadt Dortustraße 63 (Lage)     | Barockes Typenhaus, aufgestockt                                                    | | Barockes Typenhaus, aufgestockt |
| 09155353   | Nördliche Innenstadt Dortustraße 64 (Lage)     | Bürgerliches Wohnhaus, aufgestockt                                                 | | Bürgerliches Wohnhaus, aufgestockt |
| 09155354   | Nördliche Innenstadt Dortustraße 65 (Lage)     | Bürgerliches Wohnhaus, aufgestockt                                                 | | Bürgerliches Wohnhaus, aufgestockt |
| 09155355   | Nördliche Innenstadt Dortustraße 74 (Lage)     | Bürgerliches Wohnhaus, aufgestockt                                                 | | Bürgerliches Wohnhaus, aufgestockt |
| 09156739   | Waldstadt I Drewitzer Straße 3–22 (Lage)       | Städtische Siedlung „Kleinstwohnungen an der Drewitzer Chaussee, Alte Zauche“      | | Städtische Siedlung „Kleinstwohnungen an der Drewitzer Chaussee, Alte Zauche“ |